# St. James's Gate Brewery
St. James's Gate Brewery è un birrificio di Dublino, conosciuto come la casa della Guinness.
Affittato nel 1759 da Arthur Guinness alla cifra di 45 sterline all'anno per una durata di novemila anni, St. James's Gate è la casa della Guinness da sempre. Nel 1838 divenne il più grande birrificio d'Irlanda e nel 1914 il più grande del mondo. Attualmente non lo è più, ma rimane il più grande birrificio del mondo a produrre birra stout.
Durante il XIX e il XX secolo, il birrificio possedeva gran parte degli edifici dell'area circostante, comprese molte case per i suoi dipendenti e gli uffici associati al birrificio.
L'azienda ha creato tutto il suo impero usando esclusivamente i suoi impianti.

## Guinness Storehouse
La Guinness Storehouse (che letteralmente si traduce come “magazzino” o “deposito”) è situata nel cuore del St. James's Gate Brewery ed è la prima attrazione in Irlanda per numero di visitatori internazionali. Dalla sua apertura nel novembre 2000, ha attratto più di 4 milioni di visitatori da ogni angolo del globo.
La costruzione di questo edificio di sette piani, la cui struttura è sostenuta da travi in ferro, fu completata nel 1904. Originariamente era il luogo in cui avveniva il processo di fermentazione in cui si aggiunge il lievito alla birra.
All'interno è presente un enorme lucernario a forma di pinta che, come si trova scritto all'ingresso al piano terra, "se fosse riempita, conterrebbe 14,3 milioni di pinte di Guinness!".
La visita inizia al piano terra dove i visitatori sono introdotti ai 4 ingredienti acqua, orzo maltato, luppolo e lievito, che vengono combinati per fare una pinta di Guinness. I visitatori sono introdotti anche al quinto elemento basilare: Arthur Guinness stesso.
Proseguendo la visita attraverso l'edificio, il visitatore incontra una mostra sulla storia della Guinness che comprende alcuni macchinari provenienti dall'antica fabbrica della birra, che servono a spiegare la storia delle tecniche di produzione.

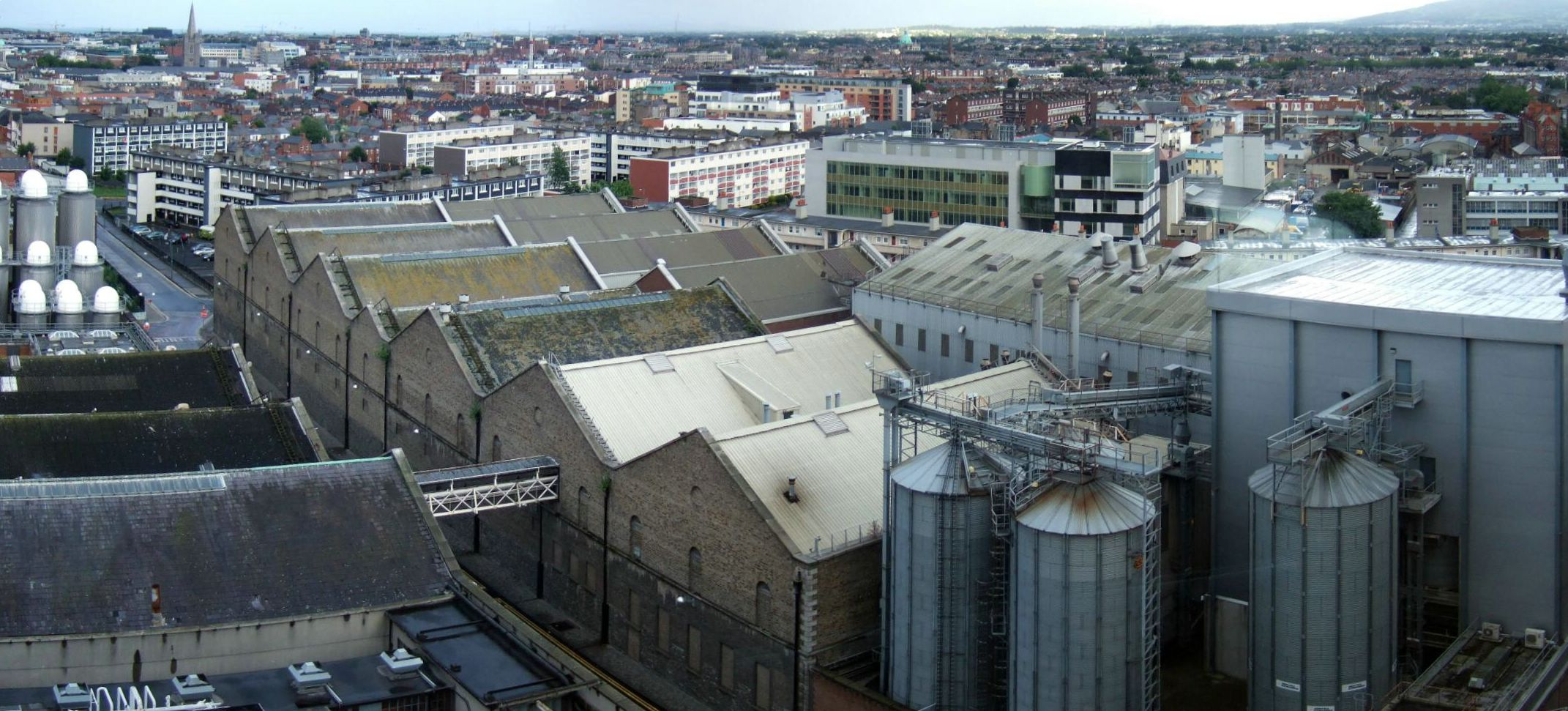
Il birrificio visto dal Gravity Bar

Nel 2006, furono investiti 2.5 milioni di euro per l'apertura al pubblico di una nuova ala con delle installazioni che mostrano a che punto è arrivato in quell'istante il processo produttivo giornaliero. Talvolta lo staff permette ad alcuni visitatori di dare inizio ad un ciclo di processo produttivo. Recentemente è stato aggiunto anche il “tasting laboratory” dove i visitatori possono imparare a “gustare” la Guinness, e non semplicemente berla.
Il settimo piano della Storehouse è occupato dal The Gravity Bar, dal quale si può godere di una vista a 360 gradi su Dublino. Ai visitatori viene offerta una pinta di Guinness.